# Edouard-Constant Biot
Edouard-Constant Biot (Parigi, 2 luglio 1803 – 12 marzo 1850) è stato un sinologo francese, figlio del fisico Jean-Baptiste Biot.
Dapprima ingegnere ferroviario, divenne rapidamente abile sinologo e fu allievo di Stanislas Julien. Gli si devono importanti volumi come Essai sur l'histoire de l'instruction publique en Chine (1847), Mémoire sur les colonies militaires et agricoles des Chinois (1850) e Le Tcheou Li (1851).